# Esterházyho palác (náměstí Ľudovíta Štúra)
Eszterházyho palác je národní kulturní památka Slovenské republiky pod číslem 101-193/2. Je to třípatrový palác z roku 1870 na náměstí Ľudovíta Štúra č. 4 v městské části Staré Mesto v Bratislavě.

## Charakteristika
Jde o typ městského paláce z období eklekticismu, který nahradil starší pozdně barokní stavbu. Jen původní půdorysné uspořádání do tvaru písmene může být považováno za vliv starší palácové architektury z období baroka. Za autora osmiosého průčelí čtyřposchoďového domu se pokládá A. Huter. Průčelí s kamenným vstupním portálem zdobí dvojice Atlantů, kteří nesou širokou římsu zavinutou do voluty. Na vrcholu je mušle a po stranách vázy.
Od roku 1956 zde sídlí Slovenská národní galerie a restaurační zařízení. Pro tyto účely byl palác značně přebudován, zrušena zahrada, vnitřní dělení prostor a dvorní křídla budovy byla vybourána pro novostavby, protože v období socialismu objekt nebyl památkově chráněn a původní funkce šlechtického sídla měla být popřena. 